# Mandailles-Saint-Julien
Mandailles-Saint-Julien é uma comuna francesa na região administrativa de Auvérnia-Ródano-Alpes, no departamento de Cantal. Estende-se por uma área de 34,5 km². Em 2010 a comuna tinha 189 habitantes (densidade: 5,5 hab./km²).